# Премія Semper Viper
Премія Semper Viper імені Джо Білла Драйдена (англ. Joe Bill Dryden Semper Viper Award, від лат. semper, «завжди», та англ. viper, «гадюка» — неофіційна назва літака F-16) — авіаційна нагорода імені загиблого пілота-випробувальника Джо Білла Драйдена, що присуджує компанія Lockheed Martin льотчику, який продемонстрував виняткові здібності.

## Історія
Джо Білл Драйден був відомим пілотом Повітряних сил США та льотчиком-випробувачем компанії General Dynamics, який розбився 24 травня 1993 року, під час випробувального польоту в Техасі на літаку цієї компанії, багатоцільовому винищувачі F-16.
Перша нагорода імені Джо Білла Драйдена, за 1995 рік, була присуджена американським льотчикам, майору Роберту Нолану і капітану Джеральду Свіфту, з 39-ї льотно-випробувальної ескадрильї авіабази Еглін, штат Флорида, які зуміли посадити літак зі зламаними основними засобами управління.
Першим неамериканським пілотом, який отримав цю нагороду в 1997 році, був майбутній бельгійський астронавт Франк Де Вінне. Йому вдалося безпечно приземлитися на своєму F-16, попри несправність двигуна та основних приладів літака. Пілот вирішив не використовувати катапультне крісло, оскільки існувала велика ймовірність того, що літак упаде в густонаселених околицях міста Леуварден.

## Нагороджені
- Вересень 1995 — майор Роберт Нолан (англ. Robert Nolan) і капітан Джеральд Свіфт (англ. Gerald Swift); останній під час свого першого польоту успішно посадив літак зі зламаною основною системою управління.
- 1996 — майор Ерік Гатчинз (англ. Erik A. Hutchins); посадив літак після збою масляної системи та задимлення кабіни.
- 12 лютого 1997 — Френк Девінн (англ. Frank Dewinne); посадив літак у складних погодних умовах після відмови двигуна та навігаційної системи.
- 23 серпня 1998 — капітан Ерік Петтіджон (англ. Erik Pettyjohn); пролетів на пошкодженому літаку 120 миль над ворожою територією та безпечно приземлився під час місії Northern Watch SEAD.
- Травень 1999 — майор Майкл Лі (англ. Michael Lee); керував літаком під обстрілами зенітними ракетами під час операції Northern Watch в Іраку.
- 23 лютого 2000 — підполковник Скотт Болдвін (англ. Scott Baldwin); посадив F-16C із двигуном, який працював на максимальній потужності.
- Листопад 2001 — капітан Крейг Меріон (англ. Craig Marion); здійснив 8-годинний бойовий виліт для захисту армійського конвою в Афганістані.
- Березень 2002 — підполковник Берт Бартлі (англ. Burt Bartley); охороняв місце катастрофи вертольота MH-47 в Афганістані для забезпечення евакуації тих, хто вижив.
- 30 березня 2003 — майор Едвард Лінч (англ. Edward Linch) і капітан Браян Волф (англ. Brian Wolf); забезпечили прикриття наземних сил вночі під час піщаної бурі, операція «Свобода Іраку».
- Березень 2004 — майор Ендрю Лайонс (англ. Andrew T. Lyons); за внесок у боєготовність 421-ї авіаційної ескадрильї під час розгортання на авіабазі Балад, операція «Свобода Іраку», та за перше успішне бойове застосування там керованої бомби GBU-38[10].